# San Jose (Batangas)
Pour les articles homonymes, voir San Jose.
San Jose (en tagalog : Bayan ng San Jose) est une municipalité de la province de Batangas aux Philippines. Elle compte 79 868 habitants lors du recensement de 2020.

## Géographie
San Jose est située sur l'île de Luçon, la plus grande île de l'archipel des Philippines. Elle se trouve à 14 kilomètres au nord de la capitale de la province, Batangas, et à 90 kilomètres de la capitale des Philippines, Manille. 
D'une superficie totale de 53,29 kilomètres carrés, elle est divisée administrativement en 33 barangays : 
1. Aguila
2. Anus
3. Aya
4. Bagong Pook
5. Balagtasin
6. Balagtasin I
7. Banaybanay I
8. Banaybanay II
9. Bigain sud
10. Bigain I
11. Bigain II
12. Calansayan
13. Dagatan
14. Don Luis
15. Galamay-Amo
16. Lalayat
17. Lapolapo I
18. Lapolapo II
19. Lepute
20. Lumil
21. Natunuan
22. Palanca
23. Pinagtung-Ulan
24. Poblacion Barangay I
25. Poblacion Barangay II
26. Poblacion Barangay III
27. Poblacion Barangay IV
28. Sabang
29. Salaban
30. Santo Cristo
31. Mojon-Tampoy
32. Taysan
33. Tugtug

|                   | Lipa                  |       |
| Cuenca, Alitagtag | San Jose              | Ibaan |
|                   | Batangas, San Pascual |       |

## Lieux et monuments

Vue panoramique de l'intérieur de l'église

- église paroissiale catholique Saint Joseph (en) : la première église a été construite en 1762 ; elle a été à plusieurs reprises, ainsi que le couvent adjacent, remaniée et agrandie jusqu'à la fin du XIXe siècle ; un des desservants en a été le botaniste Francisco Manuel Blanco, auteur d'une flore des Philippines publiée à Manille en 1837, Flora de Filipinas según el sistema de Linneo[2].

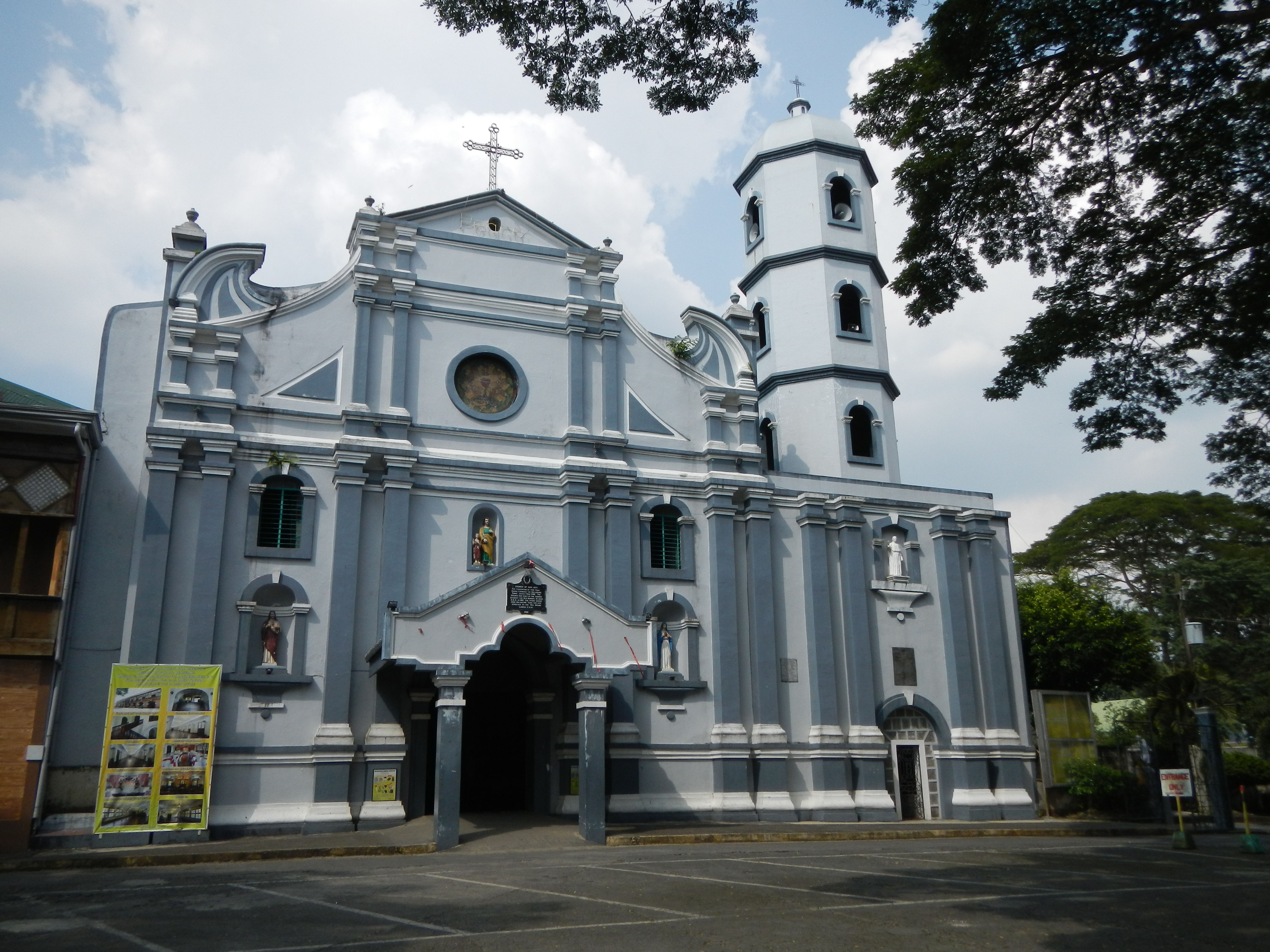
Façade de l'église.
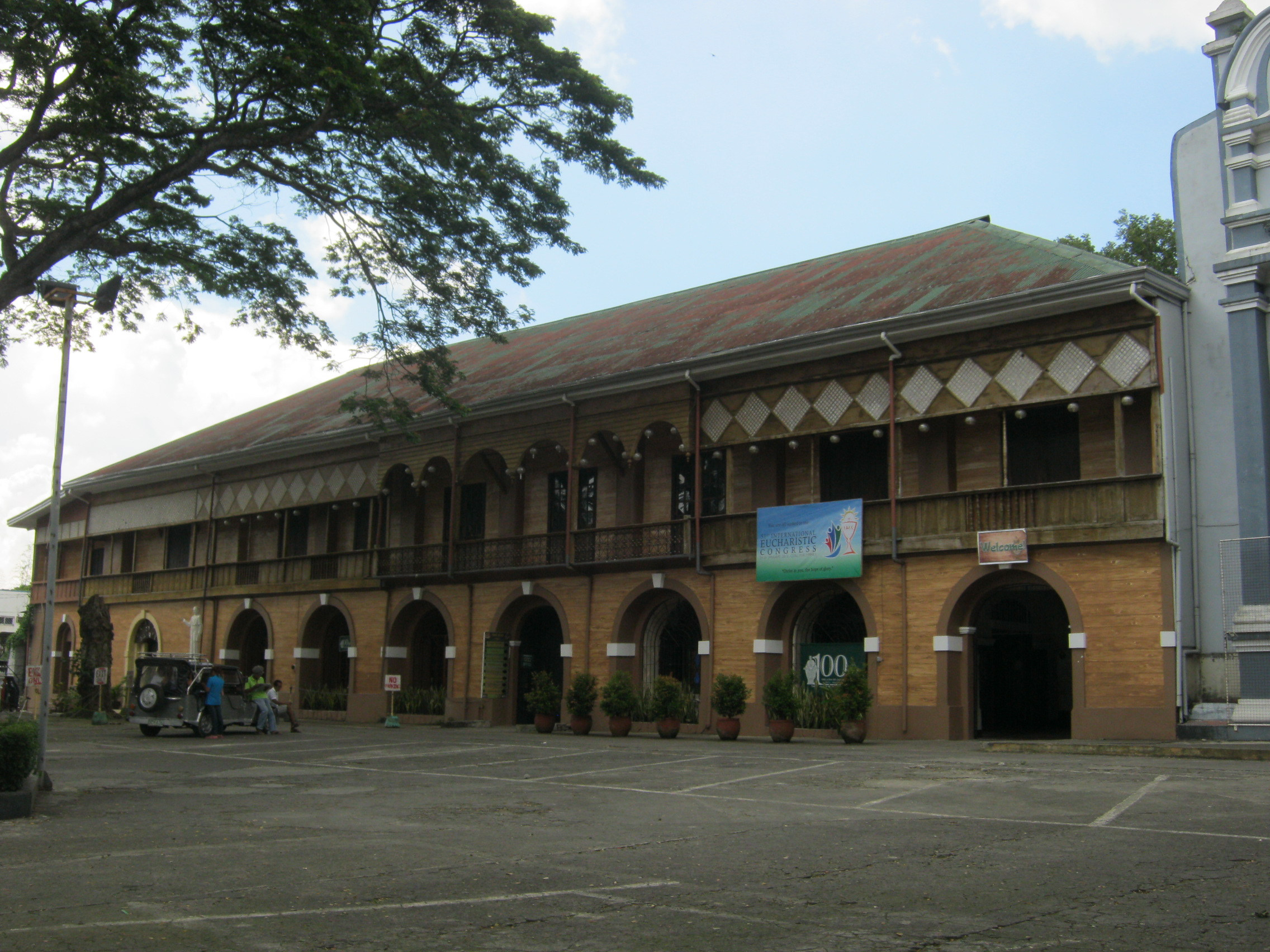
Le couvent.